# Formariz
Formariz é uma povoação portuguesa do Município de Paredes de Coura que foi sede da extinta Freguesia de Formariz, freguesia que tinha 5,05 km² de área e 573 habitantes (2011), , e, por isso, uma densidade populacional de 113,5 hab./km².
A Freguesia de Formariz foi extinta (agregada) pela reorganização administrativa de 2012/2013, tendo o seu território sido agregado ao da Freguesia de Ferreira para criar a União das Freguesias de Formariz e Ferreira, territorialmente contínua.

A Freguesia de Formariz era uma das poucas freguesias portuguesas territorialmente descontínuas, consistindo em duas partes de extensão muito diferente: a parte principal (mais de 90% do território da freguesia) e um exclave (lugar de Outeiro) a norte, entre as freguesias de Ferreira e Porreiras, do mesmo município.

## Reforma Administrativa (2013)

Antigas freguesias que deram origem à União das Freguesias de Formariz e Ferreira (Paredes de Coura).

## População
| População da freguesia de Formariz | População da freguesia de Formariz | População da freguesia de Formariz | População da freguesia de Formariz | População da freguesia de Formariz | População da freguesia de Formariz | População da freguesia de Formariz | População da freguesia de Formariz | População da freguesia de Formariz | População da freguesia de Formariz | População da freguesia de Formariz | População da freguesia de Formariz | População da freguesia de Formariz | População da freguesia de Formariz | População da freguesia de Formariz |
| ---------------------------------- | ---------------------------------- | ---------------------------------- | ---------------------------------- | ---------------------------------- | ---------------------------------- | ---------------------------------- | ---------------------------------- | ---------------------------------- | ---------------------------------- | ---------------------------------- | ---------------------------------- | ---------------------------------- | ---------------------------------- | ---------------------------------- |
| 1864                               | 1878                               | 1890                               | 1900                               | 1911                               | 1920                               | 1930                               | 1940                               | 1950                               | 1960                               | 1970                               | 1981                               | 1991                               | 2001                               | 2011                               |
| 864                                | 917                                | 782                                | 914                                | 1 061                              | 938                                | 900                                | 1 013                              | 1 042                              | 884                                | 716                                | 688                                | 641                                | 614                                | 573                                |

| Distribuição da População por Grupos Etários | Distribuição da População por Grupos Etários | Distribuição da População por Grupos Etários | Distribuição da População por Grupos Etários | Distribuição da População por Grupos Etários | Distribuição da População por Grupos Etários | Distribuição da População por Grupos Etários | Distribuição da População por Grupos Etários | Distribuição da População por Grupos Etários | Distribuição da População por Grupos Etários |
| -------------------------------------------- | -------------------------------------------- | -------------------------------------------- | -------------------------------------------- | -------------------------------------------- | -------------------------------------------- | -------------------------------------------- | -------------------------------------------- | -------------------------------------------- | -------------------------------------------- |
| Ano                                          | 0-14 Anos                                    | 15-24 Anos                                   | 25-64 Anos                                   | > 65 Anos                                    |                                              | 0-14 Anos                                    | 15-24 Anos                                   | 25-64 Anos                                   | > 65 Anos                                    |
| 2001                                         | 74                                           | 82                                           | 351                                          | 107                                          |                                              | 12,1%                                        | 13,4%                                        | 57,2%                                        | 17,4%                                        |
| 2011                                         | 70                                           | 43                                           | 313                                          | 147                                          |                                              | 12,2%                                        | 7,5%                                         | 54,6%                                        | 25,7%                                        |